# 정경진 (1930년)
정경진(丁庚鎭, 1930년 ~ 2020년 11월 21일)은 대한민국의 본격적인 사설학원의 효시격인 종로학원 설립자이다.

## 약력
가정 형편이 어려워 중고교 과정을 검정고시로 마친 뒤 서울대학교 농대에 들어갔다가 학비가 없어 중퇴했고, 6·25 직후 서울대학교 공대 금속공학과에 다시 입학해 졸업했다. 1950년대 잠시 경기고에서 교편을 잡았다. 당시 안현필, 이어령 등이 동료 선생이었다. 1965년 서울 인사동에 종로학원을 세우고, 수학 강사로 이름을 날리며 《수학Ⅰ의 완성》이라는 책을 냈으나 1966년 같은 종로학원 강사였던 홍성대가 펴낸 《수학의 정석》에 밀려 인기를 잃었다. 정태영 현대캐피탈 사장, 정해승 이루넷 사장, 정은미 종로편입아카데미 대표 등 2남 1녀를 뒀다.

## 탈세 혐의 구속과 무죄
정경진은 1995년분 법인세 세액 신고 과정에서 수입을 계열사에 분산하거나 적게 신고해 3억6,000여만원의 세금을 누락시키는 등의 혐의로 구속 기소돼 항소심에서 징역 2년에 집행유예 3년, 벌금 4억원을 선고받았다. 하지만 대법원 1부(대법관 배기원)는 2001년 1월 상고심에서 조세포탈죄를 인정하기 어렵다며 유죄 판결을 내린 원심을 파기하고, 사건을 서울고법으로 돌려보냈다. 당시 재판부는 판결문에서 "정씨가 실질적으로 운영하는 종로학습자료사를 위장 계열사로 볼 근거가 미약하고 조세를 누락시키기 위해 의도적으로 소득을 계열사로 분산시켰다고 보기 어렵다"고 밝혔다.